# Bukovec, Slovenska Bistrica
Bukovec je naselje v Občini Slovenska Bistrica.